# Кабінетна система навчання

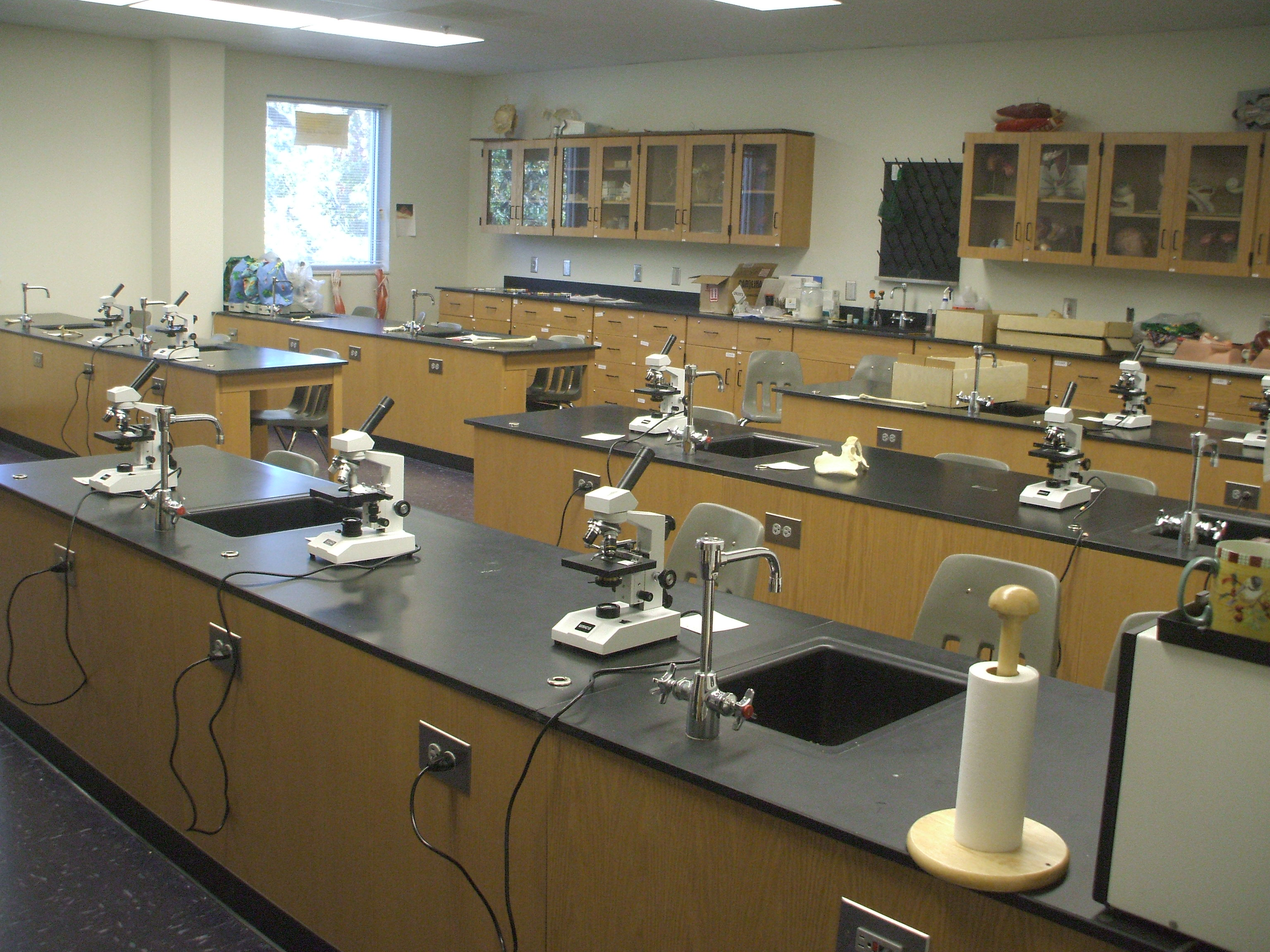
Кабінет хімії

Предметно-кабінетна система навчання — організація навчання у загальноосвітніх школах, коли навчальні заняття з предметів проводять у спеціально обладнаних кабінетах.
Відповідає рівню сучасних вимог до технічної та методичної оснащеності шкільного уроку. В устаткуванні кабінету враховують специфіку навчальних дисциплін. У кожному кабінеті зосереджена необхідна номенклатура картинних, графічних, об'ємних (муляжі, моделі) наочних посібників, книг (підручники, задачники, хрестоматії, словники тощо), найпростіших технічних засобів (фільмоскопи, кодоскопи, епідіаскопи, кіноапарати) та інше обладнання.
Предметно-кабінетна система навчання дозволяє зосередити в одному місці засоби, прилади та апарати, необхідні для ефективного засвоєння учнями змісту навчальних дисциплін. Протягом навчального дня конкретний клас у повному складі переміщується з одного кабінету до іншого.
Альтернативою є класно-кабінетна система, при якій класна кімната закріплюється за класом, а вчителі-предметники приходять до учнів та приносять із собою навчальні посібники, технічні засоби та інше демонстраційне обладнання. Технічна оснащеність занять за такої організації навчального процесу нижча, ніж при предметно-кабінетній системі.
Предметно-кабінетна система змінила класно-кабінетну ще в радянський період (у 1960-ті роки) та впроваджена у багатьох країнах, наприклад у Німеччині.